# La Renaissance

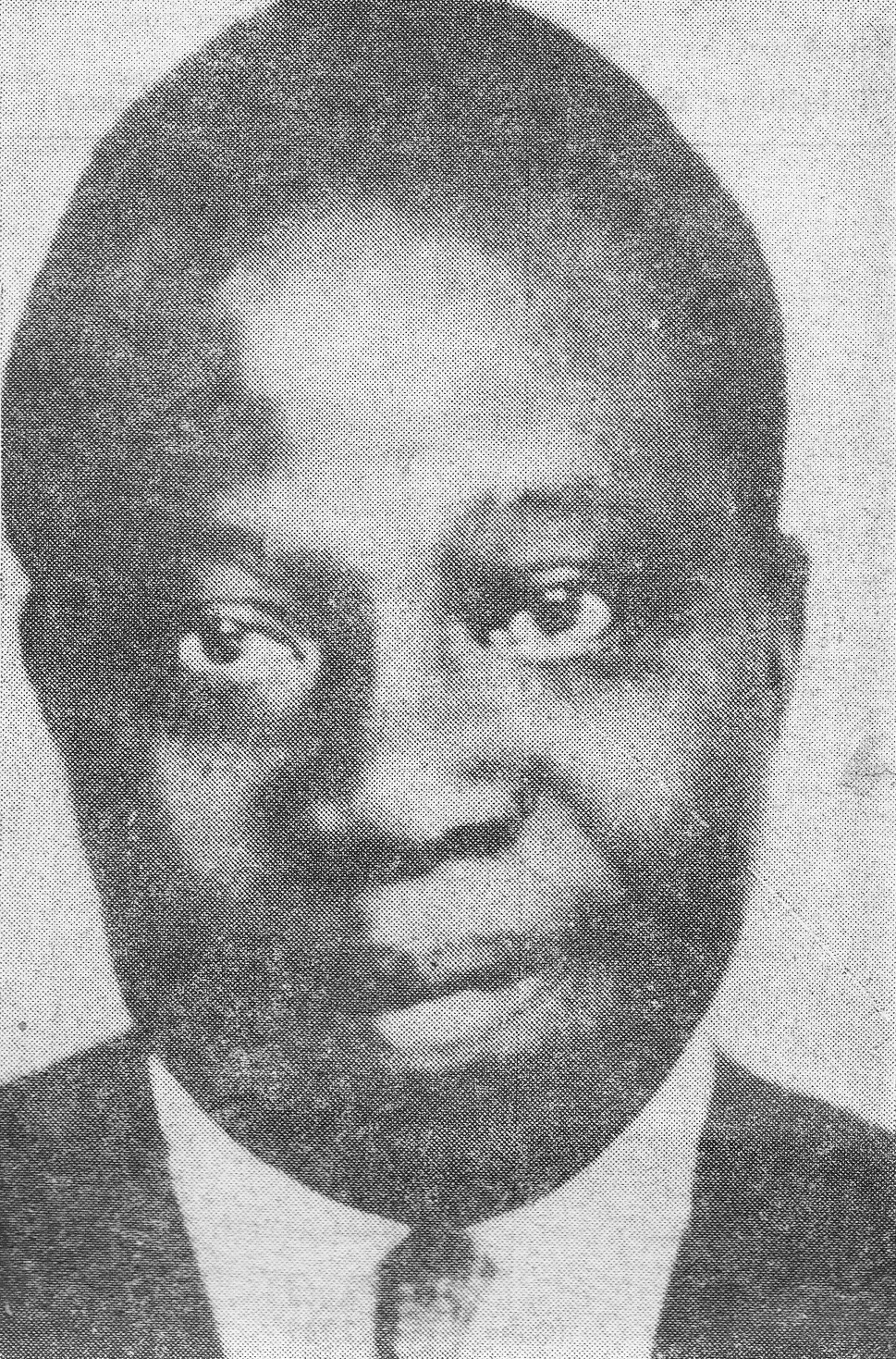
Barthélemy Boganda

La Renaissance (in sango E Zingo) è l'inno nazionale della Repubblica Centrafricana. Il testo è stato scritto dal primo ministro Barthélemy Boganda, mentre la musica è stata composta da Herbert Pepper, lo stesso compositore dell'inno del Senegal.  Il brano è stato adottato come inno il 25 maggio 1960.

## Testo
Lingua francese
Ô Centrafrique, ô berceau des Bantous!
Reprends ton droit au respect, à la vie!
Longtemps soumis, longtemps brimé par tous,
Mais de ce jour brisant la tyrannie.
Dans le travail, l'ordre et la dignité,
Tu reconquiers ton droit, ton unité,
Et pour franchir cette étape nouvelle,
De nos ancêtres la voix nous appelle.
Au travail dans l'ordre et la dignité,
Dans le respect du droit dans l'unité,
Brisant la misère et la tyrannie,
Brandissant l'étendard de la Patrie.

## Traduzione
Oh! Repubblica Centrafricana, culla dei Bantu!
Orienta di nuovo la tua ragione al rispetto, alla vita!
A lungo soggiogata, a lungo disprezzata da tutti,
Ma, da oggi, si è rotta la presa della tirannia.
Attraverso il lavoro, l'ordine e la dignità
Riconquisterai i tuoi diritti, la tua unità,
E per fare questo nuovo passo
La voce dei nostri antenati ci guiderà.
Al lavoro! In ordine e dignità,
Nel rispetto dei diritti e nell'unità,
Contro la povertà e la tirannia,
Tenendo alta la bandiera della Patria.